# Campeonato Centroamericano de Balonmano Masculino de 2013
El Campeonato Centroamericano de Balonmano Masculino de 2013, también denominado Copa El Salvador 2013 o Copa San Salvador 2013, se celebró en San Salvador, El Salvador entre el 10 y 14 de diciembre de 2013. El ganador del torneo se clasificó para el Campeonato Panamericano de Balonmano Masculino de 2014.

## Resultados
| Selección   | J | G | E | P | GF  | GC  | DG  | Pts |
| ----------- | - | - | - | - | --- | --- | --- | --- |
| Guatemala   | 4 | 4 | 0 | 0 | 165 | 86  | +79 | 8   |
| Costa Rica  | 4 | 3 | 0 | 1 | 113 | 112 | +1  | 6   |
| Nicaragua   | 4 | 2 | 0 | 2 | 126 | 120 | +6  | 4   |
| El Salvador | 4 | 1 | 0 | 3 | 113 | 138 | –25 | 2   |
| Honduras    | 4 | 0 | 0 | 4 | 93  | 130 | –37 | 0   |

### Partidos
El torneo se disputó en un grupo único con el sistema de todos contra todos.
| 10 de diciembre | Costa Rica | 24 : 39             | Guatemala | Palacio de los Deportes, San Salvador |                                  |
| 11:00           |            | ( 10 : 21 ) Reporte |           | Árbitro(s): Portillo, Bendahmane      | Árbitro(s): Portillo, Bendahmane |

| 10 de diciembre | El Salvador | 31 : 20            | Honduras | Palacio de los Deportes, San Salvador |                           |
| 18:30           |             | ( 18 : 5 ) Reporte |          | Árbitro(s): Ruiz, Ramírez             | Árbitro(s): Ruiz, Ramírez |

| 11 de diciembre | Nicaragua | 43 : 24             | Honduras | Palacio de los Deportes, San Salvador |  |
| 11:00           |           | ( 16 : 14 ) Reporte |          |                                       |  |

| 11 de diciembre | El Salvador | 24 : 44             | Guatemala | Palacio de los Deportes, San Salvador |                                  |
| 17:00           |             | ( 13 : 22 ) Reporte |           | Árbitro(s): Bendahmane, Portillo      | Árbitro(s): Bendahmane, Portillo |

| 12 de diciembre | Guatemala | 41 : 16            | Honduras | Palacio de los Deportes, San Salvador |  |
| 11:00           |           | ( 25 : 6 ) Reporte |          |                                       |  |

| 12 de diciembre | Costa Rica | 26 : 24             | Nicaragua | Palacio de los Deportes, San Salvador |                                 |
| 18:30           |            | ( 14 : 10 ) Reporte |           | Árbitro(s): Portillo, Benahmane       | Árbitro(s): Portillo, Benahmane |

| 13 de diciembre | Nicaragua | 22 : 41             | Guatemala | Palacio de los Deportes, San Salvador |                              |
| 11:00           |           | ( 12 : 19 ) Reporte |           | Árbitro(s): Gamboa, Valverde          | Árbitro(s): Gamboa, Valverde |

| 13 de diciembre | El Salvador | 29 : 37             | Costa Rica | Palacio de los Deportes, San Salvador |                                  |
| 18:30           |             | ( 13 : 19 ) Reporte |            | Árbitro(s): Portillo, Bendahmane      | Árbitro(s): Portillo, Bendahmane |

| 14 de diciembre | Costa Rica | 26 : 20            | Honduras | Palacio de los Deportes, San Salvador |                             |
| 11:00           |            | ( 11 : 6 ) Reporte |          | Árbitro(s): Ramìrez, Rivera           | Árbitro(s): Ramìrez, Rivera |

| 14 de diciembre | El Salvador | 29 : 37            | Nicaragua | Palacio de los Deportes, San Salvador |  |
| 18:00           |             | ( 9 : 14 ) Reporte |           |                                       |  |

## Clasificación final
| Posición | Selección   |
| -------- | ----------- |
|          | Guatemala   |
|          | Costa Rica  |
|          | Nicaragua   |
| 4        | El Salvador |
| 5        | Honduras    |

|  | Selección clasificada para el Campeonato Panamericano de Balonmano Masculino de 2014 |